# Petrarca okadai
Petrarca okadai is een kreeftachtigensoort uit de familie van de Petrarcidae. De wetenschappelijke naam van de soort is voor het eerst geldig gepubliceerd in 1981 door Grygier.